# 独立流行
独立流行（Indie pop）是一種融合了流行搖滾和DIY ethic的音樂類型和次文化。該曲風的形式與基調和主流流行不同。独立流行在20世紀70年代由英式後龐克演變而來，並最終席捲各大爱好者杂志、獨立廠牌、夜店等。該曲風的子類別包括室内流行和童稚流行。